# 中嶋隆蔵
中嶋 隆蔵（中嶋 隆藏、なかじま りゅうぞう、1942年10月4日 - ）は、日本の中国思想学者、東北大学名誉教授。

## 経歴
1942年、宮城県生まれ。東北大学文学部中国哲学科を卒業し、同大学大学院に進んだ。1983年に学位論文『六朝士大夫の仏教受容』を提出して文学博士号を取得。東北大学助教授、文学研究科教授を務めた。2006年に東北大学を定年退官し、名誉教授となった。

## 著作

### 著書
- 『中国の人と思想 5  荘子 俗中に俗を超える』集英社 1984
- 『六朝思想の研究 士大夫と仏教思想』平楽寺書店 1985
- 『雲笈七籤の基礎的研究』中嶋隆藏 研文出版 2004
- 『中国の文人像』中嶋隆藏 研文出版 2006
- 『静坐 実践・思想・歴史』中嶋隆藏 研文出版 2012

### 編著
- 『出三蔵記集序巻索引』編 朋友書店 1991
- 『出三蔵記集序巻訳注』編 平楽寺書店 1997

### 翻訳
- 慧皎 撰『高僧伝 仏陀とともに』(中国の古典) 編訳 講談社 1989
- 『大乗仏典 中国・日本篇 第14巻　高僧伝』諏訪義純共訳 中央公論社 1991
- 浄慧法師『人間らしく生きていくために 生活禅の立場から『善生経』を説き明かす』山喜房佛書林 2014
- 浄慧法師『心経禅解 生活禅から『般若心経』を読む』山喜房佛書林 2018
- 楊儒賓『1949礼賛 中華民国の南遷と新生台湾の命運』東方書店 2018

### 記念論集
- 『中国の思想世界』中嶋先生退休記念事業会編 イズミヤ出版 2006

## 論文
- <中嶋隆蔵